# Creosoto
O creosoto, frequentemente referido como creosote, é um composto químico derivado do destilado de alquitranos procedentes da combustão de carbonos graxos (hulha) preferencialmente a temperaturas compreendidas entre 900 °C e 1200 °C. A destilação mencionada se realiza entre 180 °C e 400 °C.
A composição é muito variada em função das distintas utilizações.
A principal propriedade é sua qualidade biocida para os agentes causadores da deterioração da madeira, a qual se protege impregnando-a com o produto mediante processo que habitualmente se realiza em um autoclave e que se denomina creosotado.

## Creosoto de madeira
Creosoto de madeira é um líquido oleoso incolor a amarelado com um cheiro de fumaça e um sabor de queimado.
Creosoto de madeira tem sido usado como um desinfetante, um laxativo, e um tratamento para a tosse, mas este tem sido predominantemente substituído por fármacos mais modernos.